# Јунионвил (Мисури)
Јунионвил (енгл. Unionville) град је у америчкој савезној држави Мисури.

## Демографија
По попису из 2010. године број становника је 1.865, што је 176 (-8,6%) становника мање него 2000. године.
| Група             | 2000.         | 2010.         |
| Белци             | 2.010 (98,5%) | 1.798 (96,4%) |
| Афроамериканци    | 1 (0,0%)      | 7 (0,4%)      |
| Азијати           | 2 (0,1%)      | 13 (0,7%)     |
| Хиспаноамериканци | 21 (1,0%)     | 23 (1,2%)     |
| Укупно            | 2.041         | 1.865         |